# Titeuf (stripreeks)
Titeuf is een gagstrip bedacht door de Zwitserse striptekenaar Zep. Titeuf debuteerde op 17 maart 1992. De reeks verscheen voor het eerst in het stripblad Sauve Qui Peut. De naam van het titelpersonage Titeuf komt van P'tit oeuf, wat vertaald klein ei betekent, vanwege de vorm van zijn hoofd. Na enkele jaren geeft uitgeverij Glénat de gags uit in albumvorm. Zo verschenen er 15 albums.
Daarnaast verscheen er op basis van de stripreeks ook een animatieserie, een animatiefilm en enkele computerspellen.

## Inhoud
De reeks draait rond Titeuf, een achtjarige jongen, die allerlei zaken beleeft met zijn vrienden. Ze hebben onder andere interesse voor zaken gerelateerd aan seks.
De verhalen bestaan uit allerlei gags. Het tiende en veertiende album zijn echter lange verhalen.

## Personages
Hieronder volgen een aantal van de belangrijkste personages.
- Titeuf, het titelpersonage, een jongen van acht jaar
- Manu, de beste vriend van Titeuf, draagt een bril
- Nadia, het mooiste meisje van Titeufs klas en Titeufs liefdesinteresse
- Hugo, een dikkere klasgenoot van Titeuf
- François, een slimmere vriend van Titeuf, draagt een bril
- Zizie, het kleine zusje van Titeuf, 18 maanden oud
- Madame Biglon, de lerares van Titeuf en zijn klasgenoten
- Titeufs ouders

## Albums

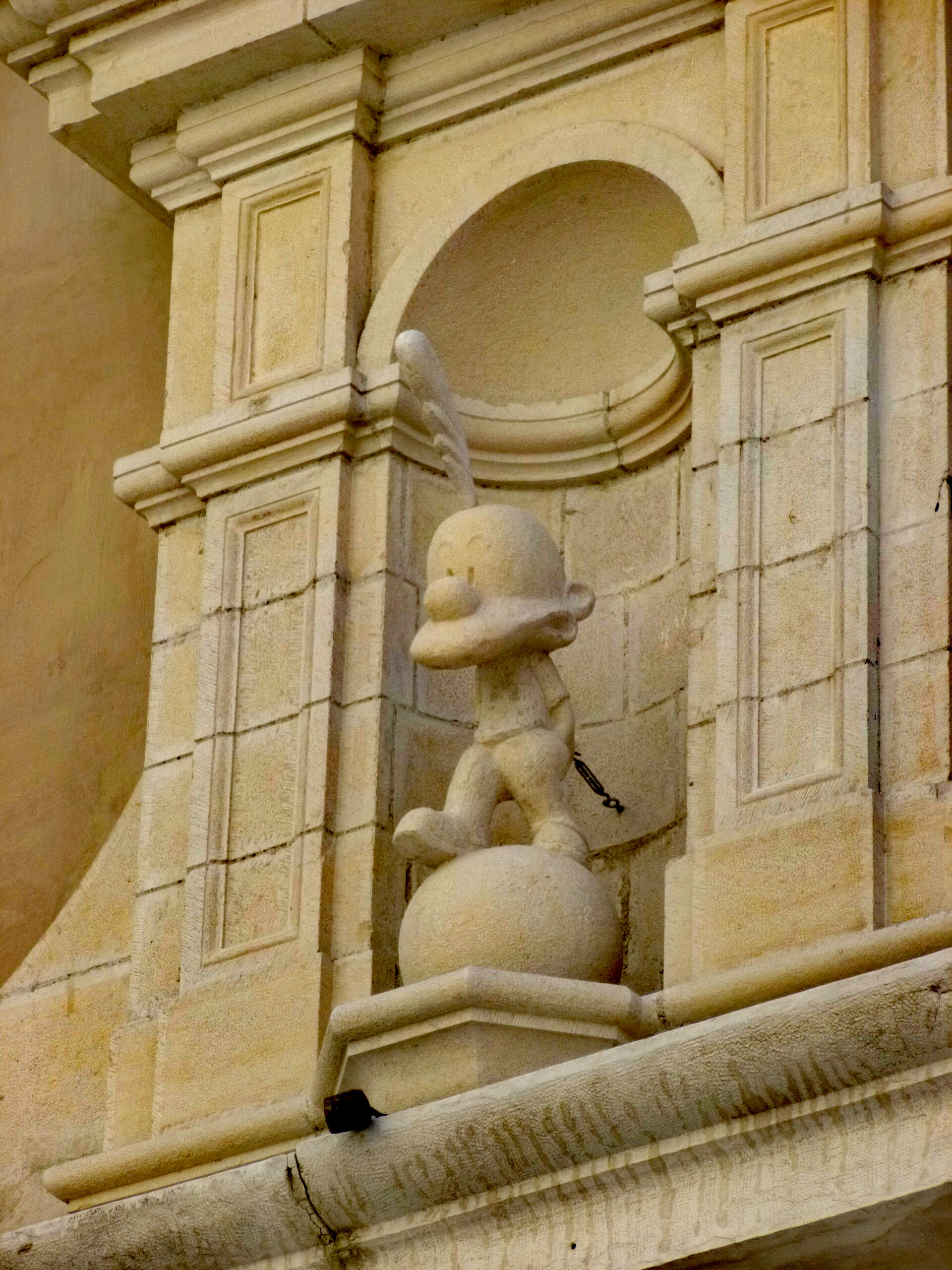
Standbeeld van Titeuf in de Franse stad Grenoble

In het Nederlands verschenen de albums in een andere volgorde dan in de originele taal (Frans).
| Nr. (NL) | Nr. (FR) | Titel                                       | Originele titel                  | Uitgavejaar van album | Uitgavejaar van album |
| Nr. (NL) | Nr. (FR) | Titel                                       | Originele titel                  | Nederlands            | Frans                 |
| -------- | -------- | ------------------------------------------- | -------------------------------- | --------------------- | --------------------- |
| 0        | 1        | God, seks en de bretellen                   | Dieu, le sexe et les bretelles   | 2010                  | 1993                  |
| 1        | 2        | Vrijen is vies                              | L'amour, c'est pô propre         | 1998                  | 1993                  |
| 2        | 3        | Lekker stoer                                | Ça épate les filles              | 1998                  | 1994                  |
| 3        | 4        | 't Is nie eerlijk...                        | C'est pô juste...                | 2003                  | 1995                  |
| 4        | 5        | De achterkant van de dingen                 | Titeuf et le derrière des choses | 2003                  | 1996                  |
| 5        | 6        | Hoi, wrede wereld                           | Tchô, monde cruel                | 2004                  | 1997                  |
| 6        | 7        | Het mirakel van het leven                   | Le miracle de la vie             | 2008                  | 1998                  |
|          | 8        |                                             | Lâchez-moi le slip !             |                       | 2000                  |
| 8        | 9        | De wet van de speelplaats                   | La loi du préau                  | 2002                  | 2002                  |
|          | 10       |                                             | Nadia se marie                   |                       | 2004                  |
| 10       | 11       | Mijn beste vrienden                         | Mes meilleurs copains            | 2006                  | 2006                  |
| 11       | 12       | De zin van het leven                        | Le sens de la vie                | 2008                  | 2008                  |
| 12       | 13       | Waanzinnig veel!                            | À la folie!                      | 2012                  | 2012                  |
| 13       | 14       | Word toch eindelijk eens volwassen, Titeuf! | Bienvenue en adolescence!        | 2015                  | 2015                  |
| 14       | 15       | Vooruit, broekjes!                          | À fond le slip!                  | 2017                  | 2017                  |
| 15       | 16       | De ballade van de vier jaargetijden         | Petite poésie des saisons        | 2020                  | 2019                  |

## Trivia
- Van 1998 tot 2013 verscheen het stripblad Tchô! op initiatief van bedenker Zep en Jean-Claude Camano. Tchô! is (in het Frans) een uitroep van Titeuf. In het tijdschrift verschenen gelijkaardige strips.
- De planetoïde (238817) Titeuf is genoemd naar deze stripreeks.[12][13]